# Championnat d'Angleterre de rugby à XV 2000-2001
Navigation
Allied Dunbar
 Premiership 1999-2000 Zurich Premiership 2001-2002
Le Championnat d'Angleterre de rugby à XV oppose pour la saison 2000-2001 les douze meilleures équipes anglaises de rugby à XV. À la suite d'un changement de sponsor en juillet 2000, la compétition porte désormais le nom de Zurich Premiership,.
Le championnat a débuté le 19 août 2000 et s'est achevé le 13 mai 2001 par la finale des play-off au stade de Twickenham. Une première phase de classement voit s'affronter toutes les équipes en matchs aller et retour. À la fin de cette phase régulière, le club en tête du classement est déclaré champion (vainqueur du Zurich Premiership). Le club classé dernier de la ligue est relégué en National Division One. Cette saison, les Rotherham Titans sont promus et accèdent à l'élite en remplacement des Bedford Blues qui ont été relégués en National Division One. 
Pour encourager le spectacle, le format de la compétition est remanié. D'abord, le système d'attribution des points est modifié avec une victoire dorénavant à quatre points et un match nul à deux points. À cela s'ajoute un système de points de bonus: une équipe gagne un point de bonus offensif si elle marque quatre essais ou plus, et un point de bonus défensif s'il elle perd par un écart de sept points ou moins. En outre, la saison se termine pour la première fois sur une phase de play-off par élimination directe appelée Zurich Championship. Les clubs classés aux huit premières places sont qualifiés pour les quarts de finale et les affrontements sont définis comme suit : le club classé premier affronte à domicile l'équipe classée huitième, le second reçoit le septième, le troisième reçoit le sixième et le quatrième reçoit le cinquième. Le vainqueur de la finale n'est pas considéré comme le champion, mais obtient simplement le titre de vainqueur du Zurich Championship.
Les Leicester Tigers sont sacrés champions pour la troisième année consécutive après avoir terminé en tête du championnat. Ils sont aussi vainqueurs du Zurich Championship (la phase de play-off) après avoir battu le club de Bath Rugby en finale à Twickenham le 13 mai 2001. Le club des Rotherham Titans qui termine à la dernière place est relégué en National Division One.

## Liste des équipes en compétition
La compétition oppose pour la saison 2007-2008 les douze meilleures équipes anglaises de rugby à XV :
| - Bath Rugby - Bristol Rugby - Gloucester RFC - Harlequins | - Leicester Tigers - London Irish - London Wasps - Newcastle Falcons | - Northampton Saints - Rotherham Titans - Sale Sharks - Saracens |

## Résumé des résultats

### Classement de la phase régulière
| Rang | Club                 | J  | V  | N | D  | Bo | Bd | Pm  | Pe  | Diff | Pts |
| ---- | -------------------- | -- | -- | - | -- | -- | -- | --- | --- | ---- | --- |
| 1    | Leicester Tigers (T) | 22 | 18 | 1 | 3  | 7  | 1  | 571 | 346 | +225 | 82  |
| 2    | Wasps RFC            | 22 | 16 | 0 | 6  | 7  | 3  | 663 | 428 | +235 | 74  |
| 3    | Bath Rugby           | 22 | 14 | 0 | 8  | 9  | 5  | 680 | 430 | +250 | 70  |
| 4    | Northampton Saints   | 22 | 13 | 0 | 9  | 3  | 4  | 518 | 463 | +55  | 59  |
| 5    | Saracens             | 22 | 12 | 0 | 10 | 6  | 4  | 589 | 501 | +88  | 58  |
| 6    | Newcastle Falcons    | 22 | 11 | 0 | 11 | 7  | 6  | 554 | 568 | -14  | 57  |
| 7    | Gloucester RFC       | 22 | 10 | 0 | 12 | 3  | 5  | 473 | 526 | -53  | 48  |
| 8    | London Irish         | 22 | 10 | 1 | 11 | 1  | 2  | 476 | 576 | -100 | 45  |
| 9    | Bristol Bears        | 22 | 9  | 1 | 12 | 1  | 5  | 443 | 492 | -49  | 44  |
| 10   | Sale Sharks          | 22 | 8  | 1 | 13 | 6  | 3  | 561 | 622 | -61  | 43  |
| 11   | Harlequins           | 22 | 7  | 0 | 15 | 3  | 7  | 440 | 538 | -98  | 38  |
| 12   | Rotherham Titans (P) | 22 | 2  | 0 | 20 | 1  | 3  | 335 | 813 | -478 | 12  |

|  | Champion, qualifié pour le Zurich Championship et la Coupe d'Europe 2001-2002 (no 1).    |
|  | Qualifiés pour le Zurich Championship et la Coupe d'Europe 2001-2002 (no 2, no 3, no 4). |
|  | Qualifiés pour le Zurich Championship (no 5, no 6, no 7, no 8).                          |
|  | Relégué en National Division 1 pour la saison 2001-2002 (no 12).                         |
|  | T : Tenant du titre 2000 • P : Promu 2000                                                |

Attribution des points : victoire sur tapis vert : 5, victoire : 4, match nul : 2, défaite : 0, forfait : -2 ; plus les bonus (offensif : 4 essais marqués ; défensif : défaite par 7 points d'écart maximum).
Règles de classement : 1. Nombre de victoires ; 2.différence de points ; 3. nombre de points marqués ; 4. points marqués dans les matchs entre équipes concernées ; 5. Nombre de victoires en excluant la 1re journée, puis la 2de journée, et ainsi de suite.

### Zurich Championship
Les quatre premiers de la phase régulière sont qualifiés pour les demi-finales. L'équipe classée première affronte à domicile celle classée quatrième alors que la seconde reçoit la troisième. La finale a lieu sur le terrain choisi par la meilleure équipe restant en course.
|  | Quarts de finale                               | Quarts de finale                      |                  |    | Demi-finales                         | Demi-finales                         |  |  | Finale                                      | Finale                                      |
|  | Quarts de finale                               | Quarts de finale                      |                  |    | Demi-finales                         | Demi-finales                         |  |  | Finale                                      | Finale                                      |
|  |                                                |                                       |                  |    |                                      |                                      |  |  |                                             |                                             |
|  | 28 mai 2001 à Welford Road, Leicester          | 28 mai 2001 à Welford Road, Leicester |                  |    | 5 mai 2001 à Welford Road, Leicester | 5 mai 2001 à Welford Road, Leicester |  |  | 13 mai 2001 au Stade de Twickenham, Londres | 13 mai 2001 au Stade de Twickenham, Londres |
|  | 28 mai 2001 à Welford Road, Leicester          | 28 mai 2001 à Welford Road, Leicester |                  |    | 5 mai 2001 à Welford Road, Leicester | 5 mai 2001 à Welford Road, Leicester |  |  | 13 mai 2001 au Stade de Twickenham, Londres | 13 mai 2001 au Stade de Twickenham, Londres |
|  | [1] Leicester Tigers                           | 24                                    |                  |    | 5 mai 2001 à Welford Road, Leicester | 5 mai 2001 à Welford Road, Leicester |  |  | 13 mai 2001 au Stade de Twickenham, Londres | 13 mai 2001 au Stade de Twickenham, Londres |
|  | [1] Leicester Tigers                           | 24                                    |                  |    | 5 mai 2001 à Welford Road, Leicester | 5 mai 2001 à Welford Road, Leicester |  |  | 13 mai 2001 au Stade de Twickenham, Londres | 13 mai 2001 au Stade de Twickenham, Londres |
|  | [8] London Irish                               | 11                                    |                  |    | 5 mai 2001 à Welford Road, Leicester | 5 mai 2001 à Welford Road, Leicester |  |  | 13 mai 2001 au Stade de Twickenham, Londres | 13 mai 2001 au Stade de Twickenham, Londres |
|  | [8] London Irish                               | 11                                    | Leicester Tigers | 17 |                                      |                                      |  |  | 13 mai 2001 au Stade de Twickenham, Londres | 13 mai 2001 au Stade de Twickenham, Londres |
|  | 28 mai 2001 au Franklin's Gardens, Northampton |                                       | Leicester Tigers | 17 |                                      |                                      |  |  | 13 mai 2001 au Stade de Twickenham, Londres | 13 mai 2001 au Stade de Twickenham, Londres |
|  |                                                | Northampton Saints                    | 13               |    |                                      |                                      |  |  | 13 mai 2001 au Stade de Twickenham, Londres | 13 mai 2001 au Stade de Twickenham, Londres |
|  | [4] Northampton Saints                         | Northampton Saints                    | 13               | 45 |                                      |                                      |  |  | 13 mai 2001 au Stade de Twickenham, Londres | 13 mai 2001 au Stade de Twickenham, Londres |
|  | [4] Northampton Saints                         |                                       |                  | 45 |                                      |                                      |  |  | 13 mai 2001 au Stade de Twickenham, Londres | 13 mai 2001 au Stade de Twickenham, Londres |
|  | [5] Saracen                                    | 17                                    |                  |    |                                      |                                      |  |  | 13 mai 2001 au Stade de Twickenham, Londres | 13 mai 2001 au Stade de Twickenham, Londres |
|  | [5] Saracen                                    | 17                                    | Leicester Tigers | 22 |                                      |                                      |  |  |                                             |                                             |
|  | 29 mai 2001 à Loftus Road, Londres             |                                       | Leicester Tigers | 22 |                                      |                                      |  |  |                                             |                                             |
|  |                                                | Bath Rugby                            | 10               |    |                                      |                                      |  |  |                                             |                                             |
|  | [2] London Wasps                               | Bath Rugby                            | 10               | 43 |                                      |                                      |  |  |                                             |                                             |
|  | [2] London Wasps                               | 6 mai 2001 à Loftus Road, Londres     |                  | 43 |                                      |                                      |  |  |                                             |                                             |
|  | [7] Gloucester RFC                             | 27                                    |                  |    |                                      |                                      |  |  |                                             |                                             |
|  | [7] Gloucester RFC                             | 27                                    | London Wasps     | 31 |                                      |                                      |  |  |                                             |                                             |
|  | 28 mai 2001 au Recreation Ground, Bath         |                                       | London Wasps     | 31 |                                      |                                      |  |  |                                             |                                             |
|  |                                                | Bath Rugby                            | 36               |    |                                      |                                      |  |  |                                             |                                             |
|  | [3] Bath Rugby                                 | Bath Rugby                            | 36               | 18 |                                      |                                      |  |  |                                             |                                             |
|  | [3] Bath Rugby                                 |                                       |                  | 18 |                                      |                                      |  |  |                                             |                                             |
|  | [6] Newcastle Falcons                          | 9                                     |                  |    |                                      |                                      |  |  |                                             |                                             |
|  | [6] Newcastle Falcons                          | 9                                     |                  |    |                                      |                                      |  |  |                                             |                                             |

## Résultats détaillés

### Phase régulière
L'équipe qui reçoit est indiquée dans la colonne de gauche.
| Clubs              | BAT   | BRI   | GLO   | HAR   | LEI   | LOI   | LOW   | NEW   | NOR   | ROT   | SAL   | SAR   |
| ------------------ | ----- | ----- | ----- | ----- | ----- | ----- | ----- | ----- | ----- | ----- | ----- | ----- |
| Bath Rugby         |       | 19-16 | 50-16 | 38-22 | 16-17 | 56-20 | 16-13 | 19-12 | 36-13 | 42-19 | 34-32 | 21-33 |
| Bristol Rugby      | 16-9  |       | 18-9  | 13-9  | 24-20 | 26-30 | 12-24 | 27-14 | 46-16 | 32-21 | 13-36 | 23-34 |
| Gloucester RFC     | 21-22 | 38-16 |       | 27-23 | 22-13 | 26-6  | 3-28  | 28-13 | 12-15 | 50-17 | 18-19 | 16-15 |
| Harlequins         | 24-22 | 31-25 | 21-19 |       | 13-16 | 16-22 | 18-31 | 18-20 | 25-34 | 26-13 | 36-10 | 14-30 |
| Leicester Tigers   | 27-19 | 17-10 | 31-28 | 37-5  |       | 33-20 | 28-13 | 51-17 | 33-19 | 26-18 | 24-12 | 56-15 |
| London Irish       | 13-58 | 26-26 | 35-10 | 21-16 | 9-28  |       | 14-13 | 19-17 | 13-10 | 54-11 | 28-13 | 27-22 |
| London Wasps       | 12-36 | 23-17 | 43-23 | 38-19 | 22-24 | 29-16 |       | 44-7  | 53-17 | 58-3  | 33-24 | 25-6  |
| Newcastle Falcons  | 24-23 | 23-15 | 18-19 | 22-24 | 22-25 | 42-35 | 59-21 |       | 27-21 | 34-19 | 48-24 | 32-27 |
| Northampton Saints | 24-13 | 24-6  | 34-15 | 27-20 | 9-12  | 27-10 | 18-21 | 26-18 |       | 42-0  | 32-26 | 25-14 |
| Rotherham Titans   | 12-68 | 20-23 | 23-29 | 12-32 | 9-27  | 19-18 | 15-30 | 36-39 | 19-32 |       | 13-39 | 19-8  |
| Sale Sharks        | 33-32 | 25-26 | 16-24 | 35-10 | 17-17 | 43-18 | 29-59 | 13-27 | 34-23 | 45-12 |       | 6-51  |
| Saracens           | 11-31 | 24-13 | 50-20 | 26-18 | 19-9  | 35-22 | 24-30 | 34-29 | 10-30 | 59-5  | 44-30 |       |

|  | Victoire à domicile |  | Match nul |  | Défaite à domicile |

### Zurich Championship

#### Quarts de finale
| 28 avril 2001 15 h 00 WET | Leicester Tigers                                                                 | 24 – 11 (–) | London Irish                               | Welford Road, Leicester 8 112 spectateurs Arbitre : Tony Spreadbury |
| 28 avril 2001 15 h 00 WET | Essai(s) : Stanley, Healey Transformation(s) : Stimpson Pénalité(s) : Stimpson 4 |             | Essai(s) : Ezulike Pénalité(s) : Everitt 2 | Welford Road, Leicester 8 112 spectateurs Arbitre : Tony Spreadbury |
| 28 avril 2001 15 h 00 WET |                                                                                  |             |                                            | Welford Road, Leicester 8 112 spectateurs Arbitre : Tony Spreadbury |

| 28 avril 2001 | Bath Rugby | 18 – 9 (–) | Newcastle Falcons | Recreation Ground, Bath 6 614 spectateurs Arbitre : Rob Goodliffe |
| 28 avril 2001 |            |            |                   | Recreation Ground, Bath 6 614 spectateurs Arbitre : Rob Goodliffe |
| 28 avril 2001 |            |            |                   | Recreation Ground, Bath 6 614 spectateurs Arbitre : Rob Goodliffe |

| 28 avril 2001 | Northampton Saints | 45 – 17, (21 – 12) | Saracens                                                                         | Franklin's Gardens, Northampton 9 500 spectateurs Arbitre : Chris White |
| 28 avril 2001 | Essai(s) : Martin (18e), Dawson 2 (30e, 33e), Rodber (42e), Cohen (55e), Thompson (60e), Blowers (68e) Transformation(s) : Grayson 5 (18e, 30e, 33e, 42e, 68e) |                    | Essai(s) : O'Mahony 2 (3e, 73e), Bracken (14e) Transformation(s) : De Beer (14e) | Franklin's Gardens, Northampton 9 500 spectateurs Arbitre : Chris White |
| 28 avril 2001 | |                    |                                                                                  | Franklin's Gardens, Northampton 9 500 spectateurs Arbitre : Chris White |

| 29 avril 2001 15 h 00 WET | London Wasps                                                              | 43 – 27 (–) | Gloucester RFC         | Loftus Road, Londres 4 986 spectateurs Arbitre : Steve Lander |
| 29 avril 2001 15 h 00 WET | Essai(s) : Sampson, Logan Transformation(s) : Logan Pénalité(s) : Logan 2 |             | Pénalité(s) : Mannix 2 | Loftus Road, Londres 4 986 spectateurs Arbitre : Steve Lander |
| 29 avril 2001 15 h 00 WET |                                                                           |             |                        | Loftus Road, Londres 4 986 spectateurs Arbitre : Steve Lander |

#### Demi-finales
| 5 mai 2001 15 h 00 WET | Leicester Tigers                                                               | 17 – 13, (–) | Northampton Saints                                                    | Welford Road, Leicester 10 787 spectateurs Arbitre : Ed Morrison |
| 5 mai 2001 15 h 00 WET | Essai(s) : Howard, Booth Transformation(s) : Stimpson 2 Pénalité(s) : Stimpson |              | Essai(s) : Martin Transformation(s) : Grayson Pénalité(s) : Grayson 2 | Welford Road, Leicester 10 787 spectateurs Arbitre : Ed Morrison |
| 5 mai 2001 15 h 00 WET |                                                                                |              |                                                                       | Welford Road, Leicester 10 787 spectateurs Arbitre : Ed Morrison |

| 6 mai 2001 | London Wasps                                                                           | 31 – 36, (–) | Bath Rugby                                                                         | Loftus Road, Londres 8 094 spectateurs Arbitre : Brian Campsall |
| 6 mai 2001 | Essai(s) : Henderson, Roiser, Waters Transformation(s) : Logan 2 Pénalité(s) : Logan 4 |              | Essai(s) : de pénalité, Voyce 2, Barnes, Balshaw, Lyle Transformation(s) : Perry 3 | Loftus Road, Londres 8 094 spectateurs Arbitre : Brian Campsall |
| 6 mai 2001 |                                                                                        |              |                                                                                    | Loftus Road, Londres 8 094 spectateurs Arbitre : Brian Campsall |

#### Finale
(mt : 7 – 3)
Points marqués : 
- Leicester : 3 essais de Johnson (25e), Healey (49e) et Stanley (67e) ; 2 transformations de Stimpson (25e, 49e) et 1 pénalité de Stimpson (44e)
- Bath : 1 essai de Thirlby (78e) ; 1 transformation de Perry (78e) et 1 pénalité de Perry (21e)

Évolution du score : 0-3, 7-3, 10-3, 17-3, 22-3, 22-10
Arbitre : Steve Lander
Résumé
| Leicester Tigers · Titulaires · Tim Stimpson 15 · Geordan Murphy 14 · 70e Leon Lloyd 13 · Pat Howard 12 · Winston Stanley 11 · Andy Goode 10 · Austin Healey 9 · Will Johnson 8 · 68e Neil Back 7 · 68e Martin Corry 6 · Ben Kay 5 · (cap.) Martin Johnson 4 · 70e Darren Garforth 3 · 69e Dorian West 2 · 48e Graham Rowntree 1 · Remplaçants · Jamie Hamilton 16 · 70e Glenn Gelderbloom 17 · 69e Richard Cockerill 18 · 48e Perry Freshwater 19 · 70e Ricky Nebbett 20 · 68e Lewis Moody 21 · 68e Paul Gustard 22 · |  |  |  | Bath Rugby · Titulaires · 15 Matt Perry · 14 Iain Balshaw · 13 Kevin Maggs · 12 Shaun Berne · 11 Tom Voyce · 10 Mike Catt · 9 Gareth Cooper · 8 Dan Lyle · 7 Ben Clarke (cap.) 63e · 6 Angus Gardiner 50e · 5 Steve Borthwick · 4 Mark Gabey · 3 John Mallett · 2 Andy Long 41e · 1 Simon Emms 41e · Remplaçants · 16 Jonathan Preston · 17 Mark Regan 41e · 18 David Barnes 41e · 19 Sam Cox · 20 Rob Thirlby · 21 Gavin Thomas 50e · 22 Andy Lloyd 63e · |